# Waldeck (Familienname)
Waldeck ist ein deutscher Familienname.

## Namensträger
- Adalram von Waldeck (um 1100–1182), österreichischer Adeliger, Gründer der Abtei Seckau
- Amalia Katharina von Waldeck-Eisenberg (1640–1697), Liederdichterin des Pietismus
- Anna Erika von Waldeck (1551–1611), Äbtissin
- Anne-Marie Waldeck (* 1994), deutsche Schauspielerin
- August Waldeck (1836–1917), deutscher Lehrer und Abgeordneter in Waldeck
- Benedikt Waldeck (1802–1870), deutscher Politiker
- Bernhard von Waldeck (1561–1591), Bischof von Osnabrück
- Carl Waldeck (Politiker) (1810–nach 1851), deutscher Förster und Abgeordneter in Waldeck
- Carl Friedrich Waldeck (1807–1842), deutscher Jurist und Mitglied des Landtages im Fürstentum Waldeck
- Carl Rudolph Waldeck (1807–1861), deutscher Gastwirt und Abgeordneter in Waldeck
- Carlotta von Boos-Waldeck (1838–1920), deutsche Hofdame
- Casimir Friedrich Boos von Waldeck und Montfort (1724–1781), Landkomtur des Deutschen Ordens
- Charlotte Johanna von Waldeck-Wildungen (1664–1699), deutsche Adlige, Stammmutter des Hauses Sachsen-Coburg und Gotha
- Dietrich von Waldeck († 1355), Dompropst im Bistum Münster
- Elisabeth von Waldeck (Ziegenhain) (* etwa 1401; † 1462), Gräfin von Ziegenhain
- Elisabeth von Waldeck (Kaufungen) († 1495), Äbtissin des Frauenstifts Kaufungen im nordhessischen Kaufungen
- Ellen Waldeck (1901–1998), deutsche Schauspielerin und Hörspielsprecherin
- Emma zu Waldeck und Pyrmont (1858–1934), durch Heirat Königin der Niederlande
- Florian Waldeck (1886–1960), deutscher Rechtsanwalt und Politiker
- Franz von Waldeck (* wahrscheinlich 1491; † 1553), Bischof von Osnabrück und Münster, Administrator von Minden und Kölner Domherr
- Friedrich (Waldeck-Pyrmont) (Friedrich Adolf Hermann, 1865–1946), Fürst zu Waldeck und Pyrmont
- Friedrich Waldeck (Politiker, 1768) (1768–1843), deutscher Politiker
- Friedrich Waldeck (1807–1842), deutscher Politiker, siehe Carl Friedrich Waldeck
- Friedrich Waldeck (Politiker, 1830) (1830–1891), deutscher Politiker
- Georg Friedrich (Waldeck-Eisenberg) (1620–1692), Fürst von Waldeck, Generalfeldmarschall
- Georg I. (Waldeck-Pyrmont) (1747–1813), Fürst von Waldeck und Graf von Pyrmont
- Georg II. (Waldeck-Pyrmont) (1789–1845), Fürst von Waldeck und Graf von Pyrmont
- Georg Viktor (Waldeck-Pyrmont) (1831–1893), Fürst von Waldeck und Graf von Pyrmont
- Gunnar Müller-Waldeck (* 1942), deutscher Autor und Professor für Germanistik
- Heinrich Suso Waldeck (1873–1943), österreichischer Geistlicher, Dichter und Komponist
- Henrich von Waldeck (* um 1500; † 1568), Waldeckscher Beamter
- Helene zu Waldeck und Pyrmont (1861–1922), durch Heirat Mitglied der britischen Königsfamilie
- Hermann zu Waldeck und Pyrmont (1809–1876), preußischer Generalleutnant
- Johann Friedrich von Waldeck (1768–1875), französischer Antiquar, Kartograf, Maler und Forschungsreisender
- Johann Peter Waldeck (1751–1815), deutscher Rechtswissenschaftler und Hochschullehrer
- Joseph von Boos zu Waldeck (1798–1880), nassauischer Oberstleutnant
- Josias zu Waldeck und Pyrmont (1896–1967), SS-Obergruppenführer
- Juliane Elisabeth von Waldeck (1637–1707), Stifterin des Waisenhofs in Bad Wildungen
- Julius Waldeck (1824–1907), deutscher Jurist und Abgeordneter in Waldeck
- Karl Christian Ludwig von Waldeck (1687–1734), kaiserlicher Oberst der Kavallerie und Generalfeldwachtmeister
- Klaus Waldeck (Waldeck; 1966), österreichischer Musiker
- Klemens von Boos-Waldeck (1797–1865), Kaufmann, Stadtrat und preußischer Landrat
- Leopold Waldeck (1811–1895), deutscher Jurist, Bürgermeister von Arolsen und Abgeordneter in Waldeck
- Ludwig von Waldeck († 1354), Domherr in verschiedenen Bistümern
- Luise von Waldeck (1751–1817), deutsche Prinzessin und durch Heirat Fürstin bzw. Herzogin von Nassau-Usingen
- Margaretha von Waldeck (1533–1554), möglicherweise historisches Vorbild für das Märchen Schneewittchen
- Max Waldeck (1878–1970), deutscher Ministerialbeamter im Verkehrswesen
- Nelly Waldeck (* 1997), deutsche Politikerin (Bündnis 90/Die Grünen)
- Pauline zu Waldeck und Pyrmont (1855–1925), deutsche Prinzessin, durch Heirat Erbprinzessin bzw. Fürstin zu Bentheim-Steinfurt
- Philipp Waldeck (1794–1852), deutscher Jurist und Politiker
- Philipp V. von Waldeck († 1584), Geistlicher
- Pierre Waldeck-Rousseau (1846–1904), französischer Rechtsanwalt und Politiker
- Reinhard Waldeck (1802–1834), deutscher Jurist und Politiker
- René Waldeck-Rousseau (1809–1882), französischer Anwalt und Bürgermeister von Nantes
- Robert Waldeck (1837–1913), Präsident des Landtags von Waldeck-Pyrmont
- Rosa von Waldeck (1898–1982), deutsch-amerikanische Gräfin, Schriftstellerin und Journalistin
- Sophia Henriette von Waldeck (1662–1702), durch Heirat Herzogin von Sachsen-Hildburghausen
- Theodor Waldeck (1782–1827), deutscher Jurist und Landstand des Fürstentums Waldeck
- Tina Waldeck, deutsche Künstlerin, Journalistin sowie Film-, Theater- und Medienkritikerin
- Victor von Boos zu Waldeck (1840–1916), böhmischer Komponist
- Wilhelm Hase von Waldeck († 1319), tschechischer Adeliger und Politiker
- Wilhelm Waldeck (Bürgermeister) (1776–1827), deutscher Bürgermeister und Richter
- Wilhelm Waldeck (1815–1870), deutscher Jurist und Abgeordneter in Waldeck
- Wittekind zu Waldeck und Pyrmont (1936–2024), heutiges Familienoberhaupt des Hauses Waldeck
- Wolrad V. von Waldeck (1625–1657), deutscher Offizier, zuletzt Generalmajor in brandenburgischen Diensten